# Lithomoia solidaginis

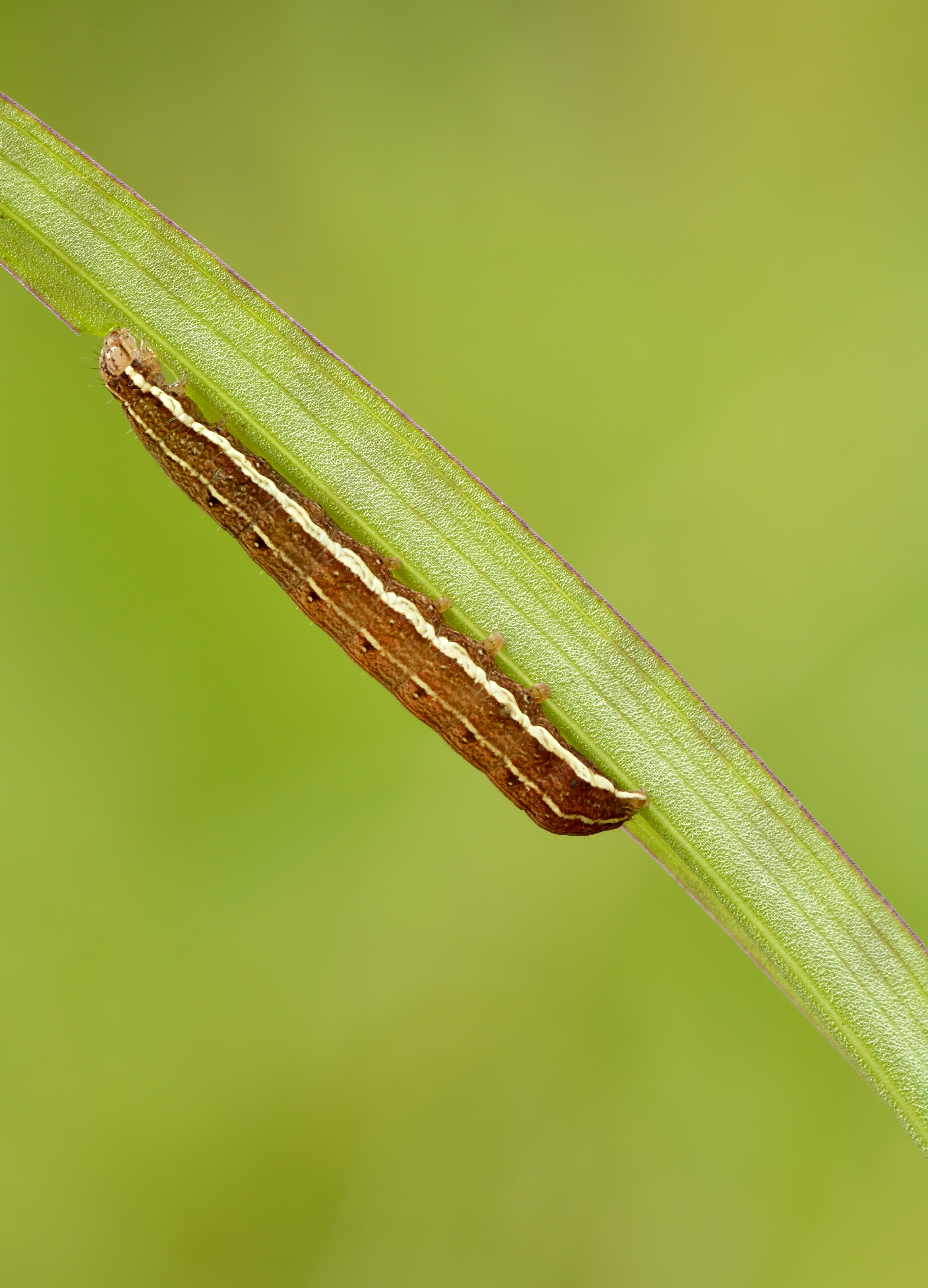

Lithomoia solidaginis là một loài bướm đêm trong họ Noctuidae.
Nó được tìm thấy ở hầu hết châu Âu, ngoại trừ bán đảo Iberia, Ireland, Iceland và phía tây và phía nam của bán đảo Balkan.
Sải cánh dài 45–51 mm. Con trưởng thành bay từ tháng Tám đến tháng Chín hoặc đầu tháng Mười và bị hấp dẫn bởi đường và thỉnh thoảng với ánh sáng. Có một thế hệ mỗi năm.